# Marc Gomez
Marc Gomez (Rennes, 10 de setembre de 1954) és un ciclista francès, ja retirat, que fou professional entre 1982 i 1989.
Els seus èxits esportius més importants foren la victòria a la Milà-San Remo de 1982, després d'una llarga escapada en companyia d'Alain Bondue i les tres etapes guanyades a la Volta a Espanya. En aquesta darrera prova el 1982 guanyà el pròleg a Santiago de Compostel·la i fou líder durant cinc etapes i el 1986 guanyà dues etapes, a banda de liderar la prova durant quatre etapes.
Avui dia, una cursa esportiva, organitzada cada any, porta el seu nom.

## Palmarès
- 1978
  - 1r als Boucles de la Mayenne
- 1979
  - 1r a la Bordeus-Saintes
- 1981
  - 1r a la Bordeus-Saintes
- 1982
  - 1r a la Milà-Sanremo
  - Vencedor d'una etapa a la Volta a Espanya
  - 1r del Premi de Camors
  - 1r del Premi de Langolen
  - Vencedor d'una etapa del Tour d'Armòrica
- 1983
  -  Campió de França en ruta
  - Vencedor d'una etapa del Tour de l'Aude
- 1984
  - 1r a Lanester
  - Vencedor d'una etapa del Tour de l'Avenir
- 1985
  - 1r de la Volta a Suècia i vencedor d'una etapa
  - Vencedor d'una etapa del Tour del Llemosí
- 1986
  - Vencedor de 2 etapes de la Volta a Espanya
  - Vencedor d'una etapa del Tour d'Armòrica
- 1987
  - 1r del Premi de Zamora
- 1988
  - 1r de la Bordeus-Cauderan
  - Vencedor d'una etapa a la Volta a la Comunitat Valenciana
  - Vencedor d'una etapa de la Volta a Portugal

## Resultats a les Grans Voltes

### Resultats al Tour de França
- 1982. 71è de la classificació general
- 1983. Abandona (4a etapa)
- 1985. 99è de la classificació general
- 1986. 123è de la classificació general
- 1987. 79è de la classificació general

### Resultats a la Volta a Espanya
- 1982. 35è de la classificació general. Vencedor d'una etapa. Porta el mallot groc 5 etapes
- 1986. 74è de la classificació general. Vencedor de 2 etapes. Porta el mallot groc 4 etapes
- 1988. 66è de la classificació general

### Resultats al Giro d'Itàlia
- 1985. 76è de la classificació general